# Vissac-Auteyrac
Vissac-Auteyrac is een gemeente in het Franse departement Haute-Loire (regio Auvergne-Rhône-Alpes) en telt 324 inwoners (2004). De plaats maakt deel uit van het arrondissement Brioude.

## Geografie
De oppervlakte van Vissac-Auteyrac bedraagt 16,7 km², de bevolkingsdichtheid is 19,4 inwoners per km².
De onderstaande kaart toont de ligging van Vissac-Auteyrac met de belangrijkste infrastructuur en aangrenzende gemeenten.

## Demografie
Onderstaande figuur toont het verloop van het inwonertal (bron: INSEE-tellingen).

1. ↑  Populations de référence 2022.